# Уральский сельсовет (Кваркенский район)
Уральский сельсовет — сельское поселение в Кваркенском районе Оренбургской области Российской Федерации.
Административный центр — село Уральское.
В 2018 году к Уральскому сельсовету присоединён Уртазымский сельсовет.

## История
9 марта 2005 года в соответствии с законом Оренбургской области № 1900/342-III-ОЗ образовано сельское поселение Уральский сельсовет, установлены границы муниципального образования.

## Население
| 2010  | 2012  | 2013  | 2014  | 2015  | 2016  | 2017  |
| ----- | ----- | ----- | ----- | ----- | ----- | ----- |
| 1399  | ↘1351 | ↘1325 | ↘1279 | ↘1241 | ↘1226 | ↘1187 |
| 2018  | 2019  | 2020  | 2021  |       |       |       |
| ↘1179 | ↗1817 | ↘1743 | ↘1653 |       |       |       |

## Состав сельского поселения
| № | Населённый пункт    | Тип населённого пункта       | Население |
| - | ------------------- | ---------------------------- | --------- |
| 1 | Большевик           | село                         | 200       |
| 2 | Верхняя Кардаиловка | село                         | 238       |
| 3 | Максим Горький      | село                         | 243       |
| 4 | Покровка            | село                         | 231       |
| 5 | Уральское           | село, административный центр | 487       |
| 6 | Алексеевка          | село                         | 25        |
| 7 | Берёзовка           | село                         | 178       |
| 8 | Сосновка            | село                         | 157       |
| 9 | Уртазым             | село, административный центр | 568       |